# Rosenus decurvus
Rosenus decurvus är en insektsart som beskrevs av Hamilton och Ross 1975. Rosenus decurvus ingår i släktet Rosenus och familjen dvärgstritar. Inga underarter finns listade i Catalogue of Life.